# محمدرضا راه‌چمنی
محمدرضا راه‌چمنی (۱۰ آذر ۱۳۳۴ – ۱۹ اسفند ۱۳۹۸)، پزشک و سیاستمدار اصلاح‌طلب ایرانی بود، که در سال‌های اخیر به عنوان دبیرکل حزب وحدت و همکاری ملی و صاحب‌امتیاز و مدیرمسئول روزنامهٔ اسرار فعالیت می‌کرد. وی نمایندهٔ مردم حوزهٔ انتخابیهٔ سبزوار در دوره‌های دوم، سوم، چهارم و پنجم مجلس شورای اسلامی بود و در دولت هشتم از ۱۳۸۰ تا ۱۳۸۴ به عنوان رئیس سازمان بهزیستی فعالیت می‌کرد.
وی در ۱۹ اسفند ۱۳۹۸ بر اثر ابتلا به کرونا ویروس درگذشت. 
او دانشنامهٔ دکترای خود را در رشتهٔ پزشکی از دانشکدهٔ پزشکی دانشگاه فردوسی مشهد دریافت کرد و همچنین دو سال دورهٔ تخصصی فیزیولوژی پزشکی را در دانشگاه مذکور گذراند.
وی در ۱۹ اسفند ۱۳۹۸ بر اثر ابتلا به کرونا ویروس درگذشت.

## زندگی‌نامه
محمدرضا راه‌چمنی در سال ۱۳۳۴ در روستای راه‌چمن شهرستان سبزوار (اکنون شهرستان جغتای) متولد شد. پدرش کشاورز بود. تحصیلات ابتدایی را در زادگاهش راه‌چمن و تحصیلات دورهٔ اول متوسطه را در دبیرستانی در بخش جغتای و دورهٔ دوم متوسطه را در یکی از دبیرستان‌های مشهد گذراند. با شرکت در کنکور دانشگاه‌ها، موفق به ورود در دانشکدهٔ پزشکی دانشگاه فردوسی مشهد شد و دانشنامهٔ دکتری خود را در رشتهٔ پزشکی کسب نمود، سپس طی دو سال دورهٔ تخصصی فیزیولوژی پزشکی را در دانشگاه مذکور گذراند.
وی در دورهٔ دوم متوسطه در مشهد با فعالیت‌های سیاسی آشنا شد و از سال ۱۳۵۲ تا انقلاب اسلامی ایران در مجالس و سخنرانی‌های مذهبی سیاسی روحانیون و دانشگاهیان مبارز در مشهد شرکت می‌کرد؛ راه‌چمنی در آبان ۱۳۵۷ به همراه دانشجویان و استادان، در اولین اعتصاب غذایی که از سوی دانشجویان مبارز مشهد در مخالفت با نظام پهلوی برنامه‌ریزی شده بود، شرکت نمود. از راه‌چمنی سابقه‌ای در زندانی شدن به دلیل مبارزه با دودمان پهلوی یا حضور در جبهه‌های جنگ ایران و عراق در دست نیست.

## سوابق و مسئولیت‌ها
وی پس از پیروزی انقلاب اسلامی ایران، به همراه جمعی از پزشکان مبارز مشهد از جمله محمود فرهودی، انجمن اسلامی مراکز درمانی دانشگاه فردوسی مشهد را تأسیس نمود. راه‌چمنی بعد از تشکیل جهاد سازندگی خراسان و جهاد دانشگاهی مشهد در سال ۱۳۵۸، به عضویت کمیته‌های پزشکی این دو نهاد درآمد. او پس از آغاز جنگ ایران و عراق در سال ۱۳۵۹، ستاد مردمی پشتیبانی امداد و درمان جنگ را در مشهد با هدف اعزام کادر پزشکی به مناطق جنگی و آموزش دوره‌های امدادگری به مردم تشکیل داد و مسئولیت ستاد مذکور را خود بر عهده گرفت.
راه‌چمنی به مدت ۳۰ ماه طی سال‌های ۱۳۶۲–۱۳۶۰ به عنوان سرپرست جمعیت‌های هلال احمر استان خراسان و ارائهٔ خدمات امدادی، درمانی، اجتماعی و حمایتی به آسیب‌دیدگان فعالیت می‌کرد.
وی به عنوان نمایندهٔ اکبر هاشمی رفسنجانی (فرمانده وقت قرارگاه ختم الانبیاء) در امور بهداشت و درمان جبهه و جنگ در سال‌های پایانی جنگ ایران و عراق (۱۳۶۵–۱۳۶۷) منصوب شد.

### سوابق در مجلس شورای اسلامی
از مهم‌ترین قوانینی که در دوره‌های حضور راه‌چمنی در مجلس به تصویب رسید و وی طرح آن‌ها را ارائه داده، می‌توان به قانون تشکیل سازمان نظام پزشکی جمهوری اسلامی ایران، قانون تشکیل پیام‌آوران بهداشت و قانون لزوم بازآموزی و نوآموزی جامعهٔ پزشکی کشور و ارتقاء سطح دانش پزشکی آن‌ها اشاره کرد. او همچنین ریاست کمیسیون امور سازمان‌های وابسته به نخست‌وزیری و نیز نایب‌رئیسی کمیسیون بهداری و بهزیستی و امداد و تأمین اجتماعی و هلال احمر را در مجلس بر عهده داشته‌است.
| انتخابات                     | سال  | حوزهٔ انتخابیه | حزب/فهرست   | آرا    | درصد  | نتیجه     |
| ---------------------------- | ---- | ------------- | ----------- | ------ | ----- | --------- |
| دور دوم مجلس شورای اسلامی    | ۱۳۶۳ | سبزوار        |             | ۶۳٬۴۲۱ | ۵۱٫۵  | برنده     |
| دور سوم مجلس شورای اسلامی    | ۱۳۶۷ | سبزوار        |             | ۴۶٬۹۳۵ | ۳۸٫۴  | برنده     |
| دور چهارم مجلس شورای اسلامی  | ۱۳۷۱ | سبزوار        |             | ۴۱٬۱۸۲ |       | مرحلهٔ دوم |
| دور چهارم مجلس شورای اسلامی  | ۱۳۷۱ | سبزوار        |             | ۵۶٬۱۳۱ | ۴۶    | برنده     |
| دور پنجم مجلس شورای اسلامی   | ۱۳۷۴ | سبزوار        | انجمن پزشکی | ۴۷٬۶۱۲ |       | مرحلهٔ دوم |
| دور پنجم مجلس شورای اسلامی   | ۱۳۷۵ | سبزوار        |             | ۹۴٬۸۶۷ | ۶۴٫۴  | برنده     |
| دور دهم مجلس شورای اسلامی    | ۱۳۹۴ | سبزوار        | امید        | ۴۵٬۱۹۶ | ۱۸٫۹۱ | شکست      |
| دور یازدهم مجلس شورای اسلامی | ۱۳۹۸ | تهران         | برای ایران  | ۳۰٬۵۳۷ | ۱٫۶۶  | شکست      |

## درگذشت
راه‌چمنی بر اثر ابتلا به بیماری کروناویروس ۲۰۱۹ در دوشنبه ۱۹ اسفند ۱۳۹۸ در بیمارستان دکتر مسیح دانشوری درگذشت.